# 台州西駅
台州西駅（だいしゅうにしえき）は、中華人民共和国浙江省台州市黄岩区王林村に位置する中国国鉄上海鉄路局が管轄する駅である。黄岩区の中心より5km、椒江区中心より15km、路橋区中心より15km離れている。旧名は台州駅。2021年6月25日から、「台州駅」という駅名は台州市椒江区に位置する新駅が利用されている。

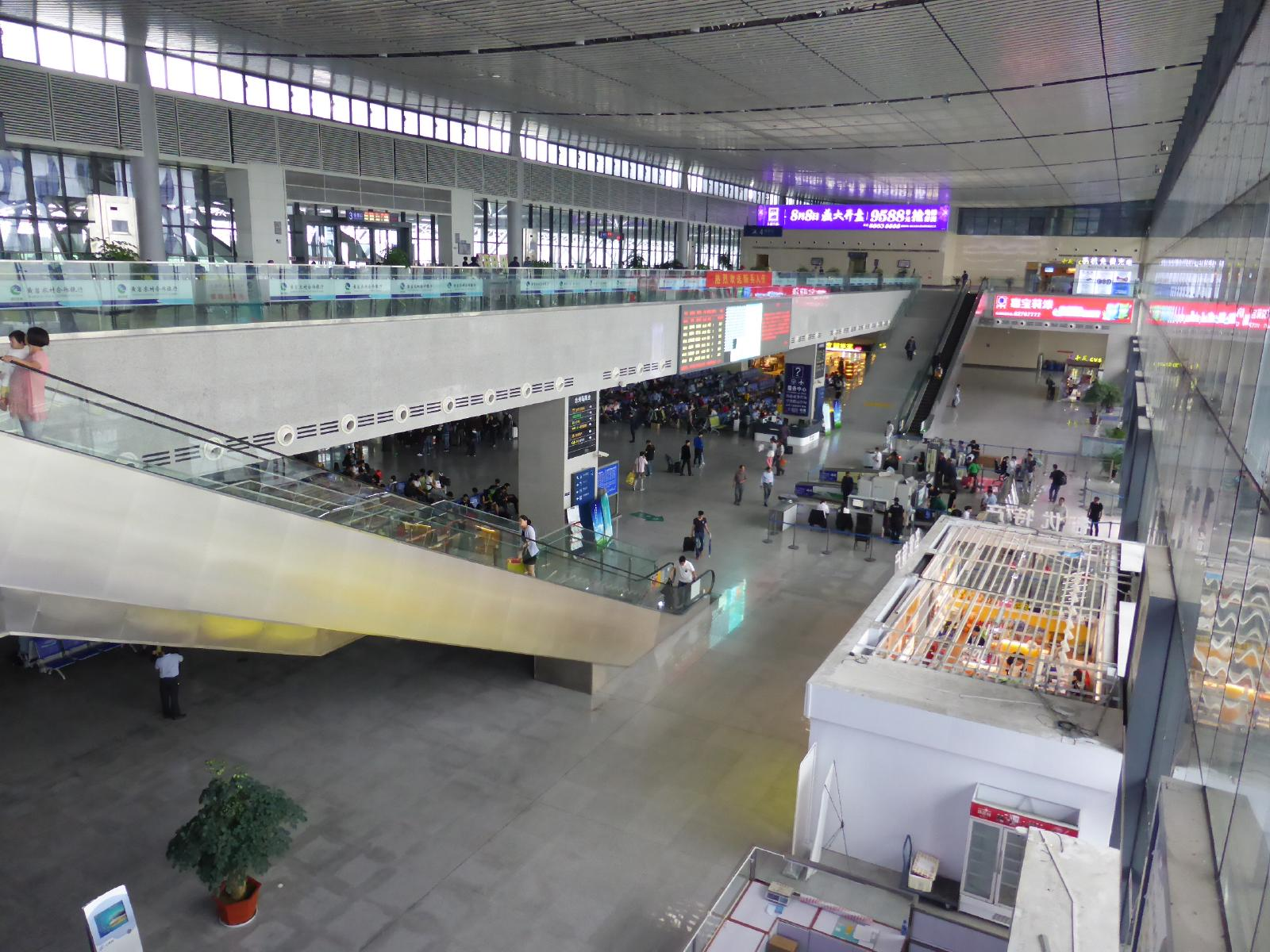
2F待合室と3F出発口

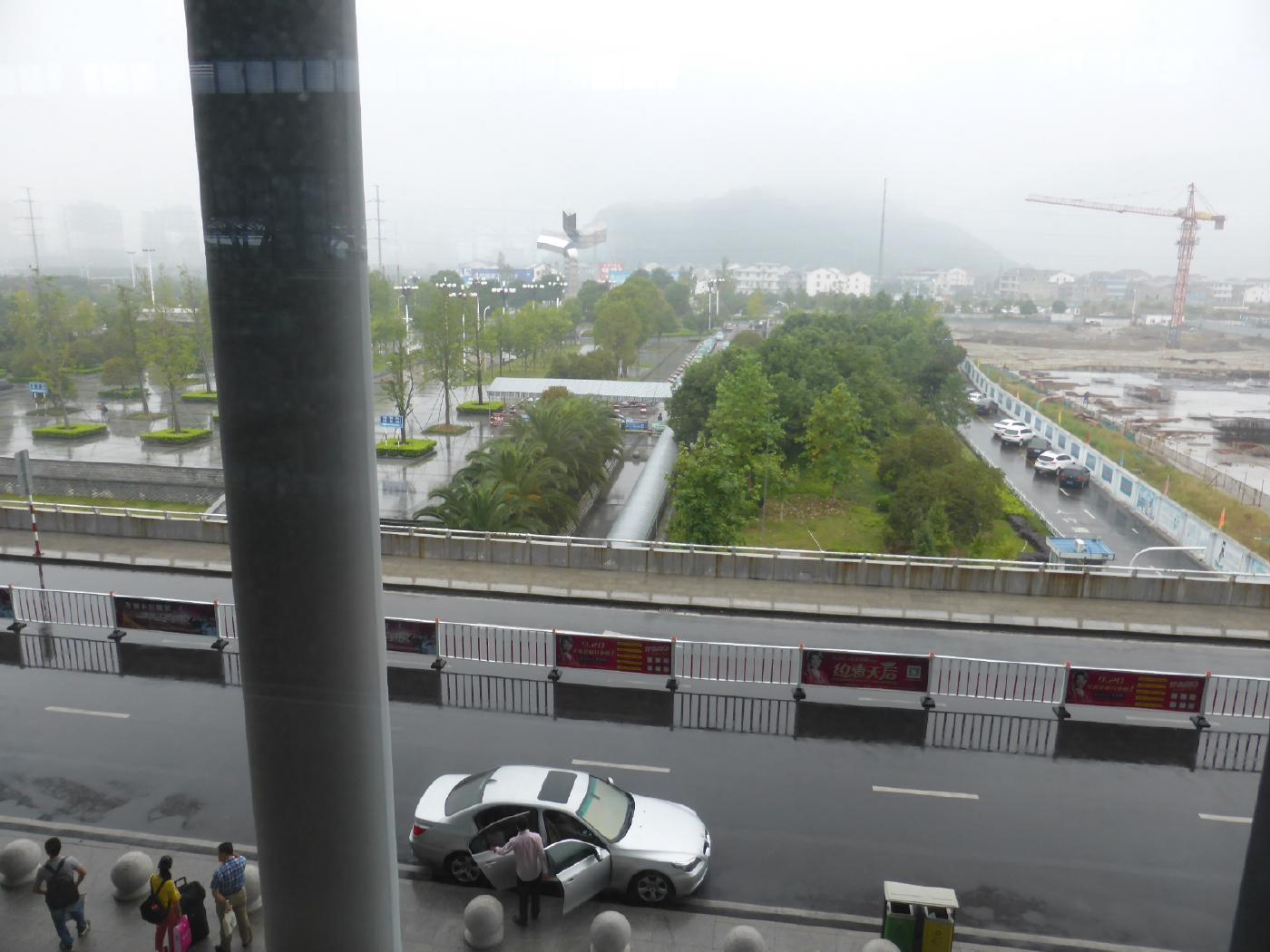
3Fから見た駅正面外側の様子

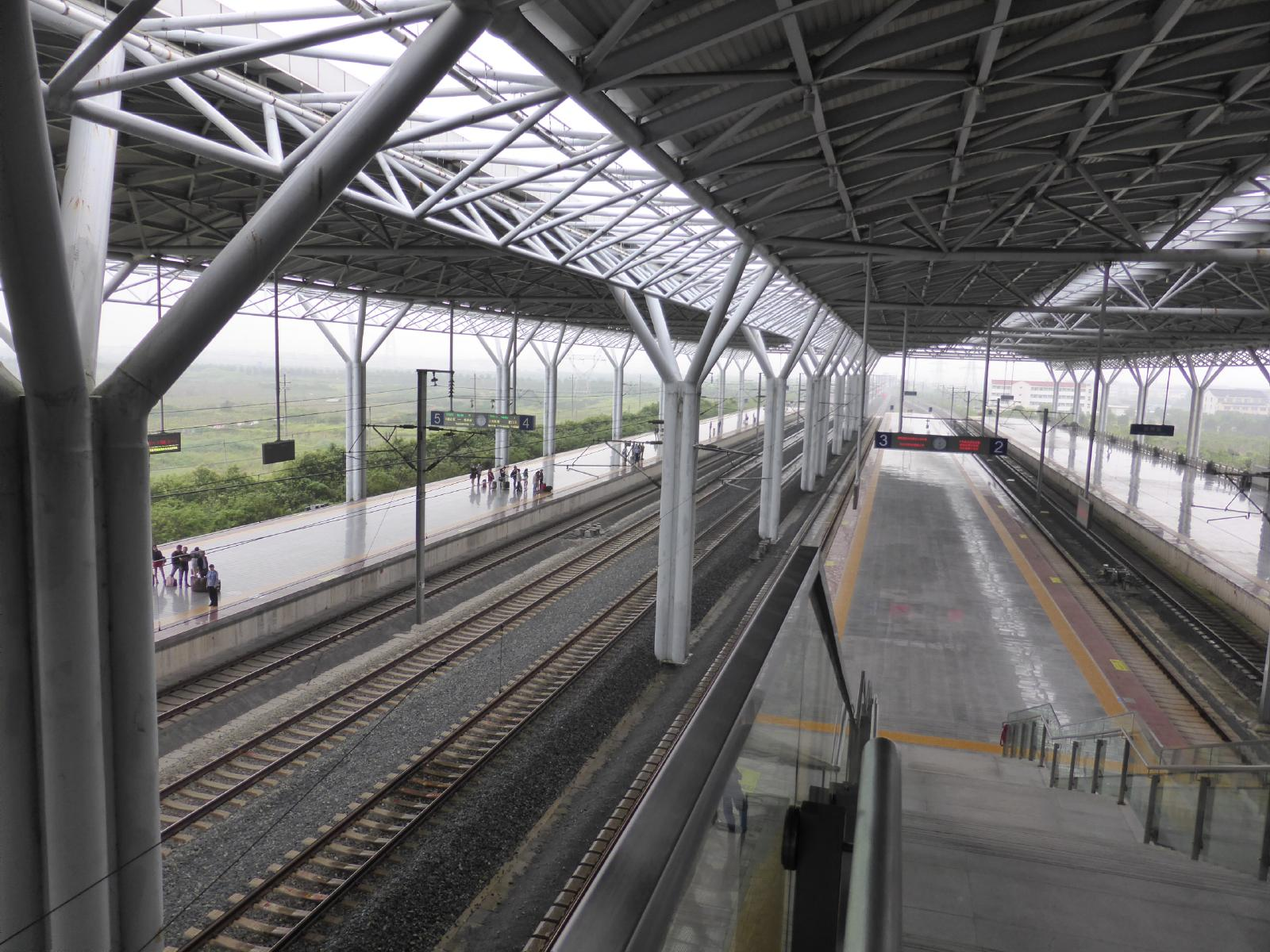
3F入場後から見たプラットフォーム

## 所属路線
- 中国国鉄
  - 甬台温線：寧波駅起点から152km、温州南駅終点まで123km。
  - 金台線
- 台州軌道交通
  - 台州軌道交通S2線

## 駅構造
- 単式ホーム1面、島式ホーム2面の地上駅であり、通過線2本、発着線5本を有する[3]。将来、単式ホーム1面と発着線1本を増設する計画が有る[3]。駅舎は主な部分が2階建てで両側の一部が3階建てである[3]。駅舎の総建築面積は21388平方メートルで、柱の無いホーム上屋の建築面積は42790平方メートルである[1]。

## 利用状況
本駅は甬台温線の旅客を扱う一等駅で、各種別を含め2010年5月現在、毎日40本弱の旅客列車（動車組）が発着する。貨物は台州南駅（貨物駅）で扱う。

## 歴史
- 2008年9月6日：建設を開始した[6]。
- 2009年9月28日：甬台温線の運営開始に伴い開業した[7]。駅前で式典が行われた[8]。総投資額は6.5億元である[9]。
- 2021年6月25日：「台州駅」から改名した。

## 隣の駅
中国国鉄
甬台温線
臨海駅 - 台州西駅 - 台州南駅